# 여승환
여승환(1998년 2월 10일 ~ )는 대한민국의 마술사이다.
2017 KMA전국마술대회를 시작으로 주로 비둘기마술을 전문으로 하며 대중들에게 인정받는 마술사로 활동하고 있다.

## 학력
- 서일대학교 레크리에이션 전문학사

## 경력
- IMS(International Magicians Society)국제 마술사 협회 정회원
- 문화체육관광부<예술인>등록 마술사
- SHMAGIC-ENT 대표

## 수상 내역
- 2017 KMA전국마술대회 1위 및 국회의원상
- 2018 제4회 성남전국마술대회 3등
- 2018 제2회 경남매직페스티벌 2등
- 2018 서울 중랏갓탤런트 페스티벌 1등
- 2018 제4회 울산국제마술컨벤션 도쿄특별상

## 주요공연 이력
- 2017 경기도 청소년 예술제 개막 축하공연
- 2017 성남시 봉사 베트남 발대식 축하공연
- 2018 월미도 유람선 마술공연
- 2018 비발디파크 소노펠리체호텔 마술공연
- 2018 서울 전국마라톤대회 개막공연
- 2019 GS프래시 기업홍보공연
- 2019 라마다호텔 마술공연
- 2019 안산국제태권도대회 축하공연
- 2019 서울 예술의전당 어린이날 특별공연
- 2019 서울 서리풀페스티벌 마술공연
- 2019 수원삼성 나노테크 임직원 가족초청 공연
- 2019 삼성 폴더블폰 CES박람회 프로모션 비디오 연출
- 2020 인천시 아이사랑 한마당 온라인 언택트 공연 연출/출연